# 핑크 (일본 밴드)
핑크(ピンク)는 일본의 록 밴드이다. 1983년에 결성하였고 1989년에 해산되었다.

## 개요
비브라톤즈에 있던 후쿠오카 유타카(福岡ユタカ, vo), 홋피 카미야마(ホッピー神山, key) 등을 중심으로 핑크형제(おPINK兄弟)라는 밴드가 먼저 결성되었다. 이들 외에는 도쿄 브라보의 오카노 하지메, 폭풍총의 스티브 에토 등이 추가적으로 참여하여 83년에 이름을 간단하게 핑크로 바꿨다.
이들의 앨범은 86년 잡지 애드립(アドリブ)에서 올해의 앨범이라는 평을 받았고 이후 영국에서 EP를 발매하기도 한다. 3집 PSYCHO-DELICIOUS까지는 후쿠오카카 거의 작곡했으나 이후 다른 멤버들도 작곡에 참여하게 된다. 5집 이후 사실상 해체상태가 되었다.
사잔 올 스타즈의 곡 開きっ放しのマシュルーム는 핑크를 듣고 감동한 쿠와타 케이스케의 헌정곡이다.

## 앨범
- PINK（1985年5月25日）
- 光の子（1986年2月25日）
- PSYCHO-DELICIOUS（1987年1月28日）
- CYBER（1987年10月28日）
- RED & BLUE（1989年2月25日）